# Гетеролітична хімічна реакція
Гетероліти́чна хімі́чна реа́кція (рос. гетеролитическая реакция, англ. heterolytic reaction) — хімічна реакція, в якій розщеплення зв'язків відбувається зі збереженням зв'язуючої електронної пари на одному з атомів, а утворення нового зв'язку — шляхом успільнення такої електронної пари (рекомбінація йонів, нуклеофільні та електрофільні реакції). Цим реакціям звичайно сприяє полярне середовище.